# Ljubo Puljić
Ljubo Puljić (Vinkovci, Croacia, 31 de mayo de 2007) es un futbolista croata que juega como defensa en el H. N. K. Hajduk Split de la Primera Liga de Croacia.

## Estadísticas

### Clubes
Actualizado al último partido disputado el 24 de mayo de 2023.
| Club                   | Div.          | Temporada     | Liga  | Liga  | Copas nacionales | Copas nacionales | Copas internacionales | Copas internacionales | Total | Total |
| Club                   | Div.          | Temporada     | Part. | Goles | Part.            | Goles            | Part.                 | Goles                 | Part. | Goles |
| ---------------------- | ------------- | ------------- | ----- | ----- | ---------------- | ---------------- | --------------------- | --------------------- | ----- | ----- |
| N. K. Osijek · Croacia | 1.ª           | 2023-24       | 0     | 0     | 0                | 0                | —                     | —                     | 0     | 0     |
| N. K. Osijek · Croacia | Total club    | Total club    | 0     | 0     | 0                | 0                | 0                     | 0                     | 0     | 0     |
| Total carrera          | Total carrera | Total carrera | 0     | 0     | 0                | 0                | 0                     | 0                     | 0     | 0     |